# Ривер Руж (Мичиген)
Ривер Руж (енгл. River Rouge) град је у америчкој савезној држави Мичиген. По попису становништва из 2010. у њему је живело 7.903 становника.

## Демографија
Према попису становништва из 2010. у граду је живело 7.903 становника, што је 2.014 (20,3%) становника мање него 2000. године.
| Група             | 2000.         | 2010.         |
| Белци             | 4.951 (49,9%) | 2.751 (34,8%) |
| Афроамериканци    | 4.166 (42,0%) | 3.994 (50,5%) |
| Азијати           | 16 (0,2%)     | 17 (0,2%)     |
| Хиспаноамериканци | 492 (5,0%)    | 884 (11,2%)   |
| Укупно            | 9.917         | 7.903         |